# Maria Hilfe der Christen (Markranstädt)

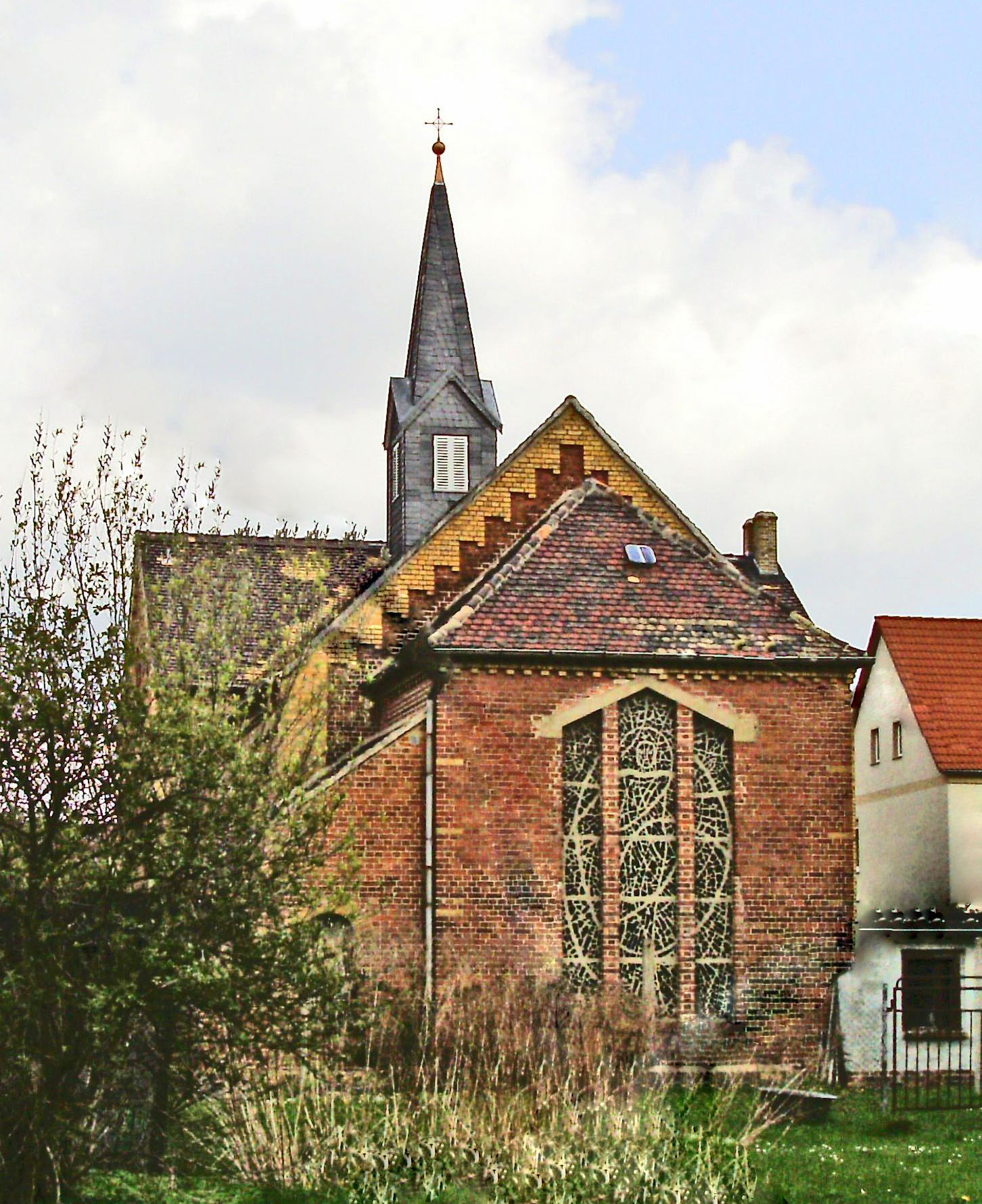
Kirche, Blick auf den Chor (2012)

Die Kirche Maria Hilfe der Christen war die römisch-katholische Kirche in Markranstädt, einer Kleinstadt im Landkreis Leipzig in Sachsen. Das nach dem Marientitel Maria, Hilfe der Christen benannte Gotteshaus gehörte zuletzt zur Pfarrei St. Philipp Neri mit Sitz in Leipzig, im Dekanat Leipzig des Bistums Dresden-Meißen. Das Gebäude hat als Kulturdenkmal im Freistaat Sachsen die Obj.-Dok.-Nr. 09257644.

## Geschichte
Im 16. Jahrhundert wurde die Bevölkerung von Markranstädt durch die Reformation protestantisch.
Erst zum Ende des 19. Jahrhunderts hin ließen sich im Zuge der Industrialisierung wieder Katholiken in Markranstädt nieder. Es handelte sich um Arbeiter, die vorwiegend aus Schlesien kamen. 1884 bildete sich eine römisch-katholische Kirchengemeinde in Markranstädt, ihre Gottesdienste fanden zunächst im Saal eines Gasthauses statt.
1895 begann der Bau der Kirche, die am 8. September 1896 durch den Apostolischen Präfekten von Meißen und Apostolischen Vikar in den Sächsischen Erblanden Ludwig Wahl geweiht wurde.
Hans Ulrich Felke (1928–2020), der als Johannes Felke angeredet wurde und von 1982 bis 2016 als Seelsorger in Markranstädt tätig war, war der letzte ortsansässiger Pfarrer von Markranstädt.
2011 wurden die römisch-katholischen Kirchgemeinden Markranstädt und Leipzig-Grünau zusammengeschlossen, Sitz der Gemeinde wurde Leipzig-Grünau.
Zuletzt gehörte die Kirche in Markranstädt zur Pfarrei St. Philipp Neri, zu der neben der Markranstädter Kirche auch die Leipziger Kirchen Liebfrauenkirche in Lindenau, St.-Hedwig-Kirche in Böhlitz-Ehrenberg und St. Martin-Kirche in Grünau gehörten.
Nachdem in den Jahren zuvor nur noch wenige Gläubige die Gottesdienste besuchten, fand am 18. September 2022 der letzte Gottesdienst statt. Die Stadt Markranstädt will das Pfarrhaus mit der Kirche für Verwaltungszwecke nutzen.
Die Kirchenbänke wurden von einer Kirchengemeinde in Polen übernommen, die Mutter-Gottes-Statue und der Kreuzweg sollen in der St.-Martin-Kirche in Leipzig-Grünau einen neuen Platz finden. Die Glocke bleibt im Dachreiter hängen.

## Architektur und Ausstattung
Das Pfarrhaus und das Kirchengebäude stehen auf dem Grundstück Krakauer Straße 40. Das Pfarrhaus wurde parallel zur Krakauer Straße erbaut, es steht rund 40 Meter von der Straße zurückgesetzt. Die Kirche, die von einem Dachreiter mit einer Glocke bekrönt wird, wurde rechtwinklig an das Pfarrhaus angebaut. Im eingezogenen Chor zeigt das vom Künstler Medardus Höbelt geschaffene Fenster den auferstandenen Jesus als Guten Hirten.
In dieser Bauform, das Kirchenschiff im rechten Winkel an das Pfarrhaus angebaut, entstanden um 1900 auch andere Kirchen, wie zum Beispiel St. Elisabeth (Alsleben), Herz Jesu (Atzendorf), St. Norbert (Calbe), Herz Jesu (Eilsleben), Herz Jesu (Gerbstedt), Herz Jesu (Hecklingen), St. Marien (Loburg), St. Josef (Löderburg), Herz Jesu (Osternienburg), Heilig Kreuz (Sandersleben), St. Joseph (Schöppenstedt), St. Franziskus Xaverius (Unseburg), St. Paulus (Unterlüß) und Maria Hilfe der Christen (Wietze).